# Champion of the Blues
Champion of the Blues — студійний альбом американського блюзового музиканта Чемпіона Джека Дюпрі, випущений в 1961 році лейблом Atlantic.

## Опис
Записаний 29 грудня 1959 року в Копенгагені, Данія.
2005 року альбом був перевиданий на CD.

## Список композицій
1. «I Had a Dream»  — 2:49
2. «Roll Me Over Roll Me Slow»  — 3:22
3. «Reminiscin' with Champion Jack»  — 3:39
4. «That's All Right»  — 2:51
5. «Daybreak Stomp»  — 2:56
6. «House Rent Party»  — 3:03
7. «Snaps Drinking Woman»  — 2:45
8. «One Sweet Letter from You»  — 3:28
9. «New Vicksburg Blues»  — 3:02
10. «When Things Go Wrong»  — 2:39
11. «Johnson Street Boogie Woogie»  — 2:32
12. «Misery Blues»  — 3:06

## Учасники запису
- Чемпіон Джек Дюпрі — фортепіано, вокал

Технічний персонал
- Філіп Фосс — інженер
- Єнс Нордсьо — ілюстрація (обкладинка)